# آنری ابرآرد
آنری ابرآرد (فرانسوی: Henri Eberhardt‎; ۲۷ نوامبر ۱۹۱۳ – ۴ ژوئیهٔ ۱۹۷۶) قایقران کانو اهل فرانسه بود.